# Metopoceras sacra
Metopoceras sacra är en fjärilsart som beskrevs av Otto Staudinger 1894. Metopoceras sacra ingår i släktet Metopoceras och familjen nattflyn. Inga underarter finns listade i Catalogue of Life.